# (951) Гаспра
(951) Га́спра (укр. Гаспра) — астероид главного пояса, принадлежащий к светлому спектральному классу S. Это был первый астероид, к которому в 1991 году приблизилась автоматическая межпланетная станция «Галилео», направлявшаяся к Юпитеру для исследования планеты и её спутников.

## Исследования
Астероид был открыт 30 июля 1916 года российским астрономом Григорием Неуйминым в Симеизской обсерватории и назван в честь крымского посёлка Гаспры, где для восстановления здоровья жил с 8 сентября 1901 года по 26 июля 1902 года Лев Толстой.
29 октября 1991 года АМС «Галилео», отправленная NASA в сторону Юпитера, пролетела от Гаспры на расстоянии 1600 км со скоростью около 8 км/с. По ходу пролёта на Землю было передано 57 снимков, ближайшие из которых сделаны с расстояния 5300 км. Лучшие снимки имеют разрешение 54 метра на пиксель. Область вокруг южного полюса была не видна во время пролёта, но «Галилео» удалось сфотографировать около 80 % поверхности астероида.

## Орбитальные характеристики

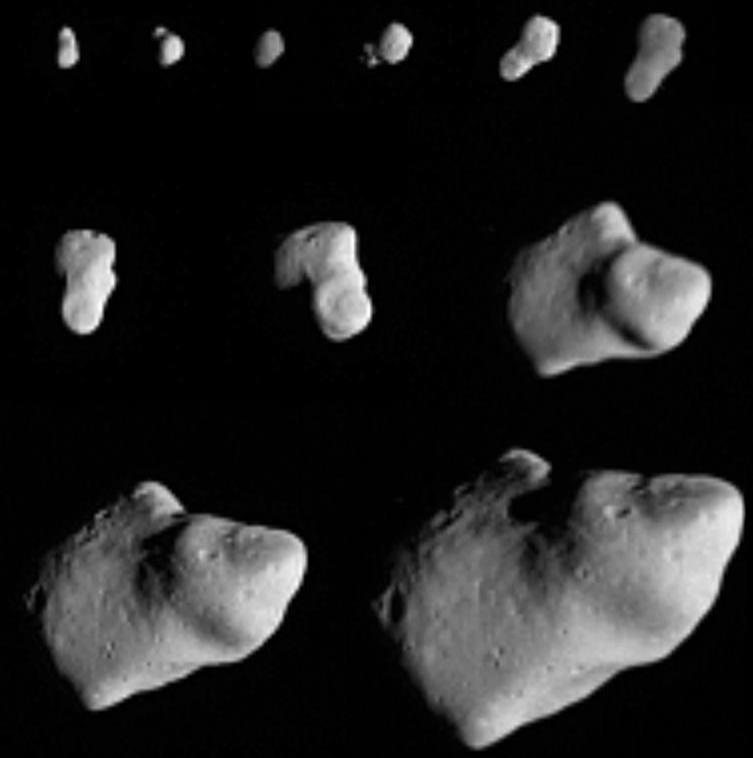
Вращение Гаспры

Гаспра движется во внутренней части главного пояса астероидов, с небольшим наклоном к эклиптике. Период обращения вокруг Солнца составляет около 3,28 юлианских лет.
В 1991 году АМС «Галилео», приближаясь к астероиду, сделала много снимков. Слева изображён монтаж из 11 изображений, показывающий, как Гаспра постепенно растёт в поле зрения космического аппарата. Солнечный свет падает справа. Самый удалённый снимок (вверху слева) сделан с расстояния около 164 тыс. км, а наиболее приближённый — на расстоянии 16 тыс. км. Гаспра вращается вокруг нерегулярной оси. Снимки на изображении охватывают почти весь период вращения астероида, который составляет приблизительно 7 часов.
Гаспра не пересекает орбиту Земли.

## Физические характеристики
Гаспра имеет неправильную форму, поскольку её масса не достаточна для образования тела сферической формы. По размерам Гаспра сопоставима со спутником Марса Деймосом. Форма астероида предполагает, что он мог образоваться как осколок столкновения более крупных небесных тел. Возраст Гаспры оценивается в 500 млн лет.

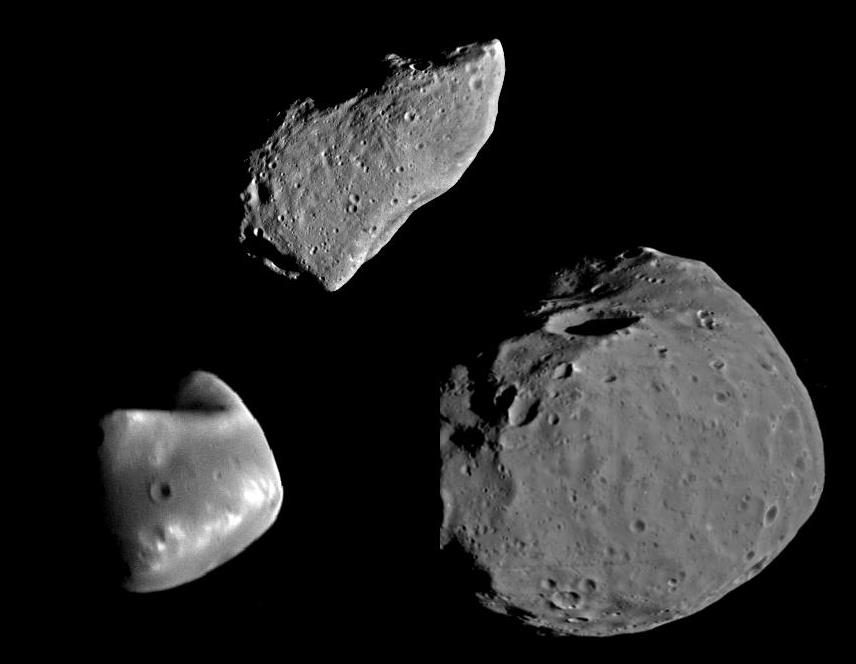
Гаспра и спутники Марса.

Поверхность астероида можно разделить на несколько граней, разделённых хребтами. На них видно много кратеров диаметром до нескольких сотен метров, которые учёные делят на два типа. Кратеры первого типа однозначно идентифицируются как результаты ударов космических тел. Их возраст колеблется от 20 до 300 млн лет. Кратеры типа 2 — это неглубокие впадины, возможно, различного происхождения. Предполагается, что некоторые кратеры второго типа являются вторичными — образованными при падении тел, выброшенных при появлении кратеров первого типа. Более молодые кратеры являются более глубокими.
Кратеры астероида получили названия курортных городов разных стран.

## Список кратеров астероида Гаспра
| Кратеры астероида Гаспра | Кратеры астероида Гаспра      |
| Кратер                   | Назван в честь                |
| ------------------------ | ----------------------------- |
| Экс                      | Экс-ан-Прованс, Франция       |
| Алупка                   | Алупка (Крым)                 |
| Баден-Баден              | Баден-Баден, Германия         |
| Бадгастайн               | Бадгастайн, Австрия           |
| Баньоле                  | Баньоле, Франция              |
| Бат                      | Бат, Великобритания           |
| Беппу                    | Беппу, Япония                 |
| Бруктон                  | Бруктон, Нью-Йорк, США        |
| Калистога                | Калистога, Калифорния, США    |
| Карлсбад                 | Карловы Вары, Чехия           |
| Харакс                   | Харакс (Крым)                 |
| Хелуан                   | Хелуан, Египет                |
| Иштапан                  | Иштапан, Мексика              |
| Кацивели                 | Кацивели (Крым)               |
| Крыница                  | Крыница-Здруй, Польша         |
| Лисдунварна              | Лисдунварна, Ирландия         |
| Лутраки                  | Лутраки, Греция               |
| Мандал                   | Мандал, Норвегия              |
| Маникаран                | Маникаран, Индия              |
| Мариенбад                | Марианске-Лазне, Чехия        |
| Мисхор                   | Мисхор (Крым)                 |
| Мори                     | Мори, Австралия               |
| Рамлёса                  | Рамлёса, Швеция               |
| Рио-Ондо                 | Термас-де-Рио-Ондо, Аргентина |
| Роторуа                  | Роторуа, Новая Зеландия       |
| Саратога                 | Саратога, Нью-Йорк, США       |
| Спа                      | Спа, Бельгия                  |
| Таншань                  | Таншань, Китай                |
| Ялова                    | Ялова, Турция                 |
| Ялта                     | Ялта (Крым)                   |
| Зохар                    | Зохар, Израиль                |

На Гаспре выделяют три области: Неуймина, Данна и Ейтса. Кроме того, название получил 31 кратер. Поскольку астероид назван в честь курортного города, то и всем его кратерам принято давать названия курортов.